# István Nemeskürty
Dans le nom hongrois Nemeskürty István, le nom de famille précède le prénom, mais cet article utilise l’ordre habituel en français István Nemeskürty, où le prénom précède le nom.
István Nemeskürty ([ˈiʃtvaːn], [ˈnɛmɛʃkyɾti]), né le 14 mai 1925 à Budapest et mort le 8 octobre 2015 dans la même ville, est un écrivain, scénariste, producteur de cinéma, professeur d'université hongrois et spécialiste de la littérature et de l'histoire du cinéma.

## Biographie
En 1950, István Nemeskürty termine des études universitaires à l'Université Loránd Eötvös, il en sort diplômé en histoire de l'art. De 1950 à 1956, il est enseignant, et de 1956 à 1959, il est rédacteur en chef aux éditions Magvető. De 1959 à 1987, il dirige les studios de cinéma hongrois MAFILM. En 1961, il devient professeur de l'École supérieure d'art dramatique et cinématographique de Budapest. 
De 1968 à 2001, il scénarise une dizaine de films et téléfilms, et en produit autant entre 1970 et 1983.
De 1988 à 1989, il est membre de la présidence exécutive du Comité de politique du Front populaire patriotique de l'éducation.
De janvier à avril 1990, il dirige la télévision hongroise.
À partir de 1993, il enseigne l'histoire culturelle à l'université catholique Péter Pázmány.
En 1994, il préside l'Académie hongroise des arts. L'année suivante, il devient président de la Société de littérature et des arts.  En 1996, il est nommé président d'honneur de la Communauté des journalistes hongrois. Deux ans plus tard, le gouvernement le nomme responsable et organisateur des célébrations du Millénaire.
Entre 1959 et 2003, il a publié une cinquantaine d'ouvrages, essais et documentaires sur des thèmes historiques de la culture hongroise.
Entre 1976 et 2001, il a scénarisé une quinzaine de pièces de théâtre.
Il reçoit le prix Attila József en 1979, le prix Széchenyi en 1992 et le prix Kossuth en 2011.
Il meurt le 8 octobre 2015.